# 林家正蔵
林家 正蔵（はやしや しょうぞう、旧字体は林家正藏）は、江戸・東京の落語家の名跡。当代は9代目。
初代から4代目までは林屋正藏、5代目から林家正蔵となった。江戸・林家の留め名(止め名)。
- 代外林屋正蔵 - 後∶向南亭扇橘
- 3代目林屋正藏
  - 2代目林屋正藏の正確な代数
  - 後∶2代目柳亭左楽[1]
- 5代目林家正蔵 - 後∶林家正童
- 8代目林家正蔵 - 後∶林家彦六
- 9代目林家正蔵 - 当該項目で記述

## 初代
1781年和泉町新道の生まれ。俗称を下総屋正蔵。札差峰村に奉公した後に1806年に初代三笑亭可楽の門下で楽我を名乗る。林家の始祖。怪談噺の元祖と言われ、「怪談の正藏」の異名を取った。4代目鶴屋南北と交遊し、『東海道四谷怪談』に影響を受けた。三笑亭可龍、三笑亭笑三、林屋正三を名乗り、1811年ころに正藏から2代目鹿野武左衛門、林正、再度正藏、1835年に林泉、再三正藏になり晩年正藏坊となった。著作も、『升おとし』『太鼓の林』など多数ある。また西両国に林屋という寄席を経営。なお、始めは「林家」ではなく「林屋」と名乗っていた。林屋の屋号の由来は、「噺家」と音を合わせたことに由来。俳名、林屋林泉。
天保13年6月5日（1842年7月12日、2月6日とも）没。享年62。墓所は台東区慶養寺。
当時では珍しく火葬をし、燃やした時に棺桶に仕込んであった花火が上がって、参列者を驚かせたという話が伝わっている。
弟子に正八（のちの初代人情亭錦紅）、林正（のちの2代目正蔵（「沢善正蔵」））、正助（のちの正月庵林蔵）、正太郎（のちの2代目鈴々舎馬風）、3代目正蔵（のちの2代目柳亭左楽）、春好（のちの花枝房圓馬）、初代花林花鏡（のちの花林郷の輔）らがいた。

## 2代目
2代目（東大落語会によれば3代目）林屋正藏 - 元千住焼き場の僧侶。通称「沢善正蔵」（※「沢善」の表記は諸説あり）。「蒟蒻問答」「野晒し」の作者といわれる。母が初代正蔵の後妻となり養子になる。初名を林正、1839年に2代目正藏を襲名。弟弟子・林家林蔵門下の林家正三が上方に移り、上方・林家を興す（ただし、6代目林家正楽で途絶える）。俗称を「朝蔵」。

## 4代目
四代目 林屋 正藏 - 本名を林屋 正蔵（読み同じ）に改名。元は役者で市川東次（中村藤次とも）、のちに2代目正蔵の門下で初名不明、上蔵、正楽を経て、1865年ごろに四代目正藏を襲名。一時二木屋正藏。1878年に正翁と改名。1879年7月2日没。享年不詳。
怪談の名手。麻布我善坊に居住したため、通称「我善坊の正藏」「二木屋の正藏」。

### 弟子
- 林家正楽
- 林家正之助

## 5代目
林家 正童（1824年12月30日（文政7年11月11日） - 1923年（大正12年）3月6日）は、落語家。本名は吉本 庄三郎（よしもと しょうざぶろう）。
この代から「林家」となるが、江戸（東京）・林家の系統は五代目で途絶える。

### 経歴
三河国幡豆郡平坂湊（現在の愛知県西尾市平坂町）の生まれ。家は代々農家を営んでいたが父・河原惣左衛門の代で零落したため14歳で江戸に出て青山南町の酒屋「中伊勢屋」に奉公する。のちに「四万」に奉公に出た。奉公先の「四万」の贔屓の常連客が桂語楽という落語家で親しくなり語楽の知人の二代目林屋正藏に懇意となる。
1841年に二代目林屋正藏門下で正吉、正橋、正鶴、正鱗を名乗り、1888年に五代目林家正蔵を襲名。1912年2月に正童となった。
晩年は沼津に居住し「沼津の師匠」と呼ばれる。1923年3月6日没。享年100。このため通称は「百歳正蔵」。辞世の句は「百とせを花に過ごして花乃山」、墓所は住まいのあった近所の沼津市末広町真楽寺。

### 芸歴
- 1841年 - 二代目林屋正藏に入門、「正吉」を名乗る。
- 時期不明 - 「正橋」と改名。
- 時期不明 - 「正鶴」に改名。
- 時期不明 - 「正鱗」に改名。
- 1888年 - 「五代目林家正蔵」を襲名。
- 1912年2月 - 「正童」に改名。

### 演目
怪談噺の名手だった。

### 逸話
落語家きっての色男で80代の時に娘が誕生し、娘は正蔵が99歳の時に沼津で「九十九」の名で芸者になっている。

### 弟子

#### 移籍
- 林家正朝 - 三代目柳亭燕路門下に移籍。

## 6代目
六代目 林家 正蔵（1888年11月5日 - 1929年4月25日）は、落語家。本名∶今西 久吉。
- 1909年3月 - 二代目談洲楼燕枝に入門、「桂枝」を名乗る。
- 1911年5月 - 「四代目五明楼春輔」を名乗る。
- 1915年2月 - 「柳亭小燕路」を名乗る。
- 1918年4月 - 「六代目林家正蔵」を襲名。

六代目襲名以降、江戸（東京）・林家は柳派の傍流となる。1929年4月25日没。享年42。7代目とは同じ柳派であるが、繋がりが薄い（6代目の師匠が7代目の大師匠に当たる）。
六代目春風亭柳枝らとともに「落語同好倶楽部」を結成し噺家以外から岡鬼太郎（作家）、森暁紅（記者）、正岡容（演芸作家）、徳川夢声（活動弁士）等の著名人を招いて噺を聞く会を開いた。当たりネタ「居残り佐平次」より通称「居残りの正蔵」や「今西の正蔵」。

### 弟子
- 初代林家正楽
- 四代目柳亭燕路

## 7代目
七代目 林家 正蔵（1894年3月31日 - 1949年10月26日）は、落語家。
東京三ノ輪出身。本名は海老名 竹三郎（えびな たけざぶろう）。海老名という苗字は母方の実家の名字で海老名家は鉄砲奉行の同心の家と伝わる。旧姓は山崎である。家業は穴蔵屋（角風呂専門の製造業）であったと長らくされてきたが風呂桶職人で素人の天狗連で新内や落語を語っていた。
20歳の時に三代目神田伯山の講談を聴いて落語家になった。はじめ立花亭で下働きを始める。1919年1月に演芸速記記者であった今村次郎の紹介で初代柳家三語楼に入門して玄人となり、柳家三平を名乗る。初高座は立花亭であった、その後内山うた（歌）と結婚。
1924年3月に七代目柳家小三治を襲名して真打昇進。師匠三語楼が東京落語協会（現落語協会）を脱会した。当初世話になった立花亭の席亭北村銀太郎の手前、協会に残るか師匠三語楼に付いて脱退するが悩んだが、結局師匠に付いて協会を脱退した為かなりのバッシングを受け、協会側の四代目柳家小さん一門から「小三治の名前を返せ」と詰め寄られる。そうこうしている間に遂に八代目柳家小三治が出現。結局五代目柳亭左楽を仲立ちとして六代目遺族から名跡を譲り受け、1930年2月に7代目正蔵を襲名して事態を収拾。1930年日本芸術協会（現：落語芸術協会）初代理事長を務める。1934年に東宝に移籍して東宝名人会の専属になる。
落し噺、新作を得意とし、時事感覚に長けたギャグの達人であり、長男・初代林家三平の決めゼリフ「どうもすみません」や、額にゲンコツをかざす仕草（孫の9代目や、曾孫のたま平もやる）も元来は7代目が高座で客いじりに使用したもの。
怪談噺・芝居噺を得意とする歴代正蔵の中にあって、爆笑落語を通した異端児であった。SPレコードも多数残している。また極度の近眼であり、普段生活ではメガネを欠かせなかった。
戦時中、慰問に行くのが困難な激戦地の兵士にも落語を見られる様にと記録映画として撮影された正蔵の高座のフィルムが残されていた。
生まれた時既に他界していたため、祖父である七代目の高座を見る事が叶わなかった孫の九代目正蔵が残されたフィルムで初めて祖父の高座の様子を目の当たりにして感激している。

1949年、興行で青森県に行き、現地の風土病に罹患。それが元で1949年10月26日下谷病院にて死去。享年56（満55歳没）。墓所は足立区の真宗大谷派常福寺。法名は正恵院釈純讃良意居士。

### 家族
七代目正蔵の家系（海老名家）は息子（初代三平）→孫（九代正蔵、二代三平兄弟）→曾孫（たま平、ぽん平兄弟）と四代に渡って続く落語家一家となっている。
長男・初代林家三平。
孫・九代目林家正蔵、二代目林家三平。
曾孫・林家たま平（九代正蔵の長男）、林家ぽん平（九代正蔵の次男）。

### 家系図
|        |        |        |        | 七代目 林家正蔵 | 七代目 林家正蔵 | 七代目 林家正蔵 | 七代目 林家正蔵 | 七代目 林家正蔵 | 七代目 林家正蔵 |              |              |              |              |              |              | 中根音吉     | 中根音吉     | 中根音吉 | 中根音吉 | 中根音吉   | 中根音吉   |            |            |                 |                 |                 |                 |                 |                 |            |            |                 |                 |                 |                 |                 |                 |  |  |            |            |            |            |            |            |
|        |        |        |        | 七代目 林家正蔵 | 七代目 林家正蔵 | 七代目 林家正蔵 | 七代目 林家正蔵 | 七代目 林家正蔵 | 七代目 林家正蔵 |              |              |              |              |              |              | 中根音吉     | 中根音吉     | 中根音吉 | 中根音吉 | 中根音吉   | 中根音吉   |            |            |                 |                 |                 |                 |                 |                 |            |            |                 |                 |                 |                 |                 |                 |  |  |            |            |            |            |            |            |
|        |        |        |        |                 |                 |                 |                 |                 |                 |              |              |              |              |              |              |              |              |          |          |            |            |            |            |                 |                 |                 |                 |                 |                 |            |            |                 |                 |                 |                 |                 |                 |  |  |            |            |            |            |            |            |
|        |        |        |        | 初代 林家三平   | 初代 林家三平   | 初代 林家三平   | 初代 林家三平   | 初代 林家三平   | 初代 林家三平   |              |              | 海老名香葉子 | 海老名香葉子 | 海老名香葉子 | 海老名香葉子 | 海老名香葉子 | 海老名香葉子 |          |          | 中根喜三郎 | 中根喜三郎 | 中根喜三郎 | 中根喜三郎 | 中根喜三郎      | 中根喜三郎      |                 |                 |                 |                 |            |            |                 |                 |                 |                 |                 |                 |  |  |            |            |            |            |            |            |
|        |        |        |        | 初代 林家三平   | 初代 林家三平   | 初代 林家三平   | 初代 林家三平   | 初代 林家三平   | 初代 林家三平   |              |              | 海老名香葉子 | 海老名香葉子 | 海老名香葉子 | 海老名香葉子 | 海老名香葉子 | 海老名香葉子 |          |          | 中根喜三郎 | 中根喜三郎 | 中根喜三郎 | 中根喜三郎 | 中根喜三郎      | 中根喜三郎      |                 |                 |                 |                 |            |            |                 |                 |                 |                 |                 |                 |  |  |            |            |            |            |            |            |
|        |        |        |        |                 |                 |                 |                 |                 |                 |              |              |              |              |              |              |              |              |          |          |            |            |            |            |                 |                 |                 |                 |                 |                 |            |            |                 |                 |                 |                 |                 |                 |  |  |            |            |            |            |            |            |
|        |        |        |        |                 |                 |                 |                 |                 |                 |              |              |              |              |              |              |              |              |          |          |            |            |            |            |                 |                 |                 |                 |                 |                 |            |            |                 |                 |                 |                 |                 |                 |  |  |            |            |            |            |            |            |
| 峰竜太 | 峰竜太 | 峰竜太 | 峰竜太 | 峰竜太          | 峰竜太          |                 |                 | 海老名美どり    | 海老名美どり    | 海老名美どり | 海老名美どり | 海老名美どり | 海老名美どり |              |              | 泰葉         | 泰葉         | 泰葉     | 泰葉     | 泰葉       | 泰葉       |            |            | 九代目 林家正蔵 | 九代目 林家正蔵 | 九代目 林家正蔵 | 九代目 林家正蔵 | 九代目 林家正蔵 | 九代目 林家正蔵 |            |            | 二代目 林家三平 | 二代目 林家三平 | 二代目 林家三平 | 二代目 林家三平 | 二代目 林家三平 | 二代目 林家三平 |  |  | 国分佐智子 | 国分佐智子 | 国分佐智子 | 国分佐智子 | 国分佐智子 | 国分佐智子 |
| 峰竜太 | 峰竜太 | 峰竜太 | 峰竜太 | 峰竜太          | 峰竜太          |                 |                 | 海老名美どり    | 海老名美どり    | 海老名美どり | 海老名美どり | 海老名美どり | 海老名美どり |              |              | 泰葉         | 泰葉         | 泰葉     | 泰葉     | 泰葉       | 泰葉       |            |            | 九代目 林家正蔵 | 九代目 林家正蔵 | 九代目 林家正蔵 | 九代目 林家正蔵 | 九代目 林家正蔵 | 九代目 林家正蔵 |            |            | 二代目 林家三平 | 二代目 林家三平 | 二代目 林家三平 | 二代目 林家三平 | 二代目 林家三平 | 二代目 林家三平 |  |  | 国分佐智子 | 国分佐智子 | 国分佐智子 | 国分佐智子 | 国分佐智子 | 国分佐智子 |
|        |        |        |        |                 |                 |                 |                 |                 |                 |              |              |              |              |              |              |              |              |          |          |            |            |            |            |                 |                 |                 |                 |                 |                 |            |            |                 |                 |                 |                 |                 |                 |  |  |            |            |            |            |            |            |
|        |        |        |        |                 |                 |                 |                 |                 |                 |              |              |              |              |              |              |              |              |          |          |            |            |            |            |                 |                 |                 |                 |                 |                 |            |            |                 |                 |                 |                 |                 |                 |  |  |            |            |            |            |            |            |
|        |        |        |        | 下嶋兄          | 下嶋兄          | 下嶋兄          | 下嶋兄          | 下嶋兄          | 下嶋兄          |              |              |              |              |              |              |              |              |          |          | 林家たま平 | 林家たま平 | 林家たま平 | 林家たま平 | 林家たま平      | 林家たま平      |                 |                 | 林家ぽん平      | 林家ぽん平      | 林家ぽん平 | 林家ぽん平 | 林家ぽん平      | 林家ぽん平      |                 |                 |                 |                 |  |  |            |            |            |            |            |            |

### 弟子
- 柳家治助
- 柳家富士朗
- 柳家三太楼
- 林家正太郎 - 六代目春風亭柳橋門下へ
- 林家正次郎 - 林家彦六門下へ
- 初代林家三平 - 七代目橘家圓蔵門下へ

## 名跡の歴史
前述の通り、元々の「林家正蔵」の系統は5代目を以って断絶しており、以後はその時々の落語家の名跡争いなど問題が影響となる形で、「都合の良い名跡」として振り回される運命にあった。
7代目が名跡を継承してしばらくして、7代目と一時期名跡が競合状態にあった8代目柳家小三治は落語家を廃業し、協会事務員となっていた。柳家一門の総帥、4代目柳家小さんは、8代目の早い廃業で空き名跡となった小三治を、7代目柳家小きんへと襲名させた。
1947年に4代目小さんが亡くなると、9代目柳家小三治となっていた7代目小きんと、5代目蝶花楼馬楽は、元兄弟弟子として「小さん」の襲名を争うが、8代目桂文楽の強力な後ろ盾を得ていた9代目小三治が勝利し、5代目柳家小さんとなった。
対する5代目蝶花楼馬楽が手に入れたのが、この襲名劇の前年に7代目が死去し空き名跡となっていた林家正蔵である。従って、7代目と8代目は、柳派の大名跡「小さん」と、その出世名跡「小三治」が関わる名跡争いにより、「林家正蔵」を同門異系譜の落語家遺族から手に入れるという、類似した境遇を歩んだ。
しかしながら7代目と8代目との間で異なったのは、7代目には現役の落語家である長男・初代三平がおり、遺族（特に7代目の妻・初代三平の母）が三平の正蔵襲名を強く望んでいたことである。当時、初代三平は修行年数が2年と短かったためとても正蔵を襲名できる状態になかったものの、結局8代目は、7代目遺族から「一代限り」として「貸与」の形で『正蔵』の名跡を譲り受け、襲名した。
8代目は約束を守り、弟子には一部を除き「春風亭」など林家とは異なる亭号を名乗らせ、将来的に三平に正蔵の9代目を譲る予定でいた。初代三平の母は初代三平の真打昇進に伴い名跡返還を要求。これに対し、8代目は尊敬する三遊一朝の名を襲名し、初代三平に正蔵の名跡を譲る予定であった。しかし初代三平自身は8代目を立て、「師匠の宜しいまでお名乗り下さい」と説得。結局、初代三平は前座名のまま1958年に真打に昇進した。
初代三平にはその後、5代目小さんより奇しくも「柳家小三治」の襲名を提案されたこともあったが、結局「三平」を維持し、単なる前座名を一代で育て上げた。その後、初代三平は8代目に先立つ形で1980年9月20日に54歳で死去。
8代目は7代目・三平遺族に名跡を「返還」し、以後はその死去まで「林家彦六」を名乗った。
なお、初代三平の死後に真打に昇進した8代目の弟子は、林家の亭号を名乗ったままであった。この他、三平から気に入られていた林家木久扇も、亭号を維持している。
一方、当初8代目が襲名するとしながらも結局されなかった「一朝」の名は、8代目の孫弟子が「春風亭一朝」として引き継いだ。
また、前述の通り9代目を継ぐはずの初代三平が8代目に先立って亡くなってしまったので、初代三平の長男の林家こぶ平が初代三平の代わりとして2005年に『九代目林家正蔵』を襲名した。
初代三平の長男である9代目の襲名に際して、また、初代三平から9代目の育成を引き継いだ林家こん平は病身にあったため、8代目の弟子である木久扇と、同じく孫弟子で義兄であった小朝が、9代目の後見役となっている。そのためかつての7代目遺族と8代目の関係はともかく、現在の9代目一門（海老名家）と8代目一門（彦六一門）の関係は比較的良好である。
しかし、2018年に8代目の弟子で、8代目没後に落語協会を離脱していた5代目三遊亭圓楽の門下に移籍した三遊亭好楽が自身の弟子である三遊亭好の助の真打昇進を期に8代目の門下時代に自身が名乗っていた林家九蔵を襲名させる件で、所属する五代目円楽一門会及び8代目の遺族や8代目門下の兄弟子の林家木久扇からは了解を取り付けていたものの、9代目及び9代目の母（初代三平夫人）の海老名香葉子から「落語協会から離れて三遊亭に移った方（五代目円楽一門）が林家を名乗るのはいかがなものか」と物言いが付いて、好の助の九蔵襲名が白紙になるトラブルが発生している。ただし、好楽はその後海老名家での9代目一門の忘年会にゲスト参加していたりしているので、和解はしている。
また、初代三平の師である7代目橘家圓蔵は元々8代目文楽と7代目の門下を行き来している。この圓蔵の名跡は、元々8代目の2番目の師匠が名乗ったものであり、この師の叔父弟子が三遊一朝である。8代目が小さん門下に移ったのは師匠の死によるもので、7代目圓蔵自体は圓蔵の名跡の元の所属先である三遊派とは無関係であった。
元々三遊派である圓蔵、そして8代目が正蔵を名乗る原因となった5代目小さん襲名問題、これら全ての問題の源流として挙げられるのは8代目桂文楽その人である。彼の協会内における卓越した「政治力」こそが、今やこれらの名跡が揃って柳派に属する遠因となっている。
今となっては、正蔵の元の名がどこに属するかについては完全に曖昧になってしまった。

## 上方の林家
東京・林家一門から分派した上方・林家一門も一度断絶し、笑福亭一門から分離した林家染丸の系統がこれを継いでいる。